# Liste der Baudenkmale in Göhren (Rügen)
In der Liste der Baudenkmale in Göhren sind alle Baudenkmale des Ostseebades Göhren (Landkreis Vorpommern-Rügen) und seiner Ortsteile aufgelistet. Grundlage ist die Veröffentlichung der Denkmalliste des Landkreises Vorpommern-Rügen, Auszug aus der Kreisdenkmalliste vom August 2015.

## Göhren
| ID             | Lage                          | Bezeichnung                                           | Beschreibung                                    | Bild                                                  |
| -------------- | ----------------------------- | ----------------------------------------------------- | ----------------------------------------------- | ----------------------------------------------------- |
| 00287          | Nordperd (Karte)              | Signalmast                                            |                                                 | Signalmast                                            |
| 00484 Wikidata | (Karte)                       | Kleinbahn-Bahnhof mit Gaststätte und Fahrkartenhaus   |                                                 | Weitere Bilder                                        |
| 00279 Wikidata | Alte Kirchstraße (Karte)      | Dorfkirche Göhren                                     | Saalkirche mit Doppelturm von 1930              | Weitere Bilder                                        |
| 00264 Wikidata | (Karte)                       | Bahnhof Kleinbahn                                     |                                                 | Weitere Bilder                                        |
| 00264          | Bahnhofstraße 1, 1a (Karte)   | Dienstwohngebäude                                     |                                                 |                                                       |
| 00264          | Bahnhofstraße 1, 1a (Karte)   | Dienstgebäude                                         |                                                 |                                                       |
| 00264          | Bahnhofstraße 1, 1a (Karte)   | Empfangsgebäude (Kleinbahnhof)                        |                                                 | Empfangsgebäude (Kleinbahnhof)                        |
| 00265          | Berliner Straße 9 (Karte)     | Pension „Renz“                                        |                                                 | Pension „Renz“                                        |
| 00266          | Carlstraße 4 (Karte)          | Pension „Villa Möwe“                                  |                                                 | Pension „Villa Möwe“                                  |
| 00301          | Carlstraße 7 (Karte)          | Pension „Halliger“                                    |                                                 |                                                       |
| 00270          | Friedrichstraße (Karte)       | Straßenpflaster                                       |                                                 | Straßenpflaster                                       |
| 00905          | Friedrichstraße 10 (Karte)    | Katen                                                 |                                                 |                                                       |
| 00268          | Friedrichstraße 8 (Karte)     | Pension „Villa Seefrieden“                            |                                                 |                                                       |
| 00271          | Gartenweg 1 (Karte)           | Pension „Speranza“                                    |                                                 |                                                       |
| 00272          | Gartenweg 2 (Karte)           | Pension „Irma“                                        |                                                 |                                                       |
| 00275          | Kastanienallee (Karte)        | Straßenzug mit Pflasterung                            |                                                 | Straßenzug mit Pflasterung                            |
| 00274          | Kastanienallee 4 (Karte)      | Pension „Rugia“                                       |                                                 |                                                       |
| 00267          | Kastanienallee 5 (Karte)      | Pension „Villa am Meer“                               |                                                 |                                                       |
| 00276          | Katharinenstraße 3, 4 (Karte) | Pension „Heimkehr“                                    |                                                 |                                                       |
| 00277          | Katharinenstraße 5 (Karte)    | Pension „Rheinschlösschen“                            |                                                 | Pension „Rheinschlösschen“                            |
| 00278          | Katharinenstraße 6 (Karte)    | Park (Pension Hanni)                                  |                                                 |                                                       |
| 00278          | Katharinenstraße 6 (Karte)    | Pension „Hanni“                                       |                                                 | Pension „Hanni“                                       |
| 00280          | Marienstraße 7 (Karte)        | Pension „Heidelberg“                                  |                                                 | Pension „Heidelberg“                                  |
| 00281          | Max-Dreyer-Straße 8 (Karte)   | Wohnhaus „Drachenhaus“                                | Wohnhaus Max Dreyer                             | Wohnhaus „Drachenhaus“                                |
| 00284          | Nordperdstraße 3 (Karte)      | Pension „Fortuna“ mit Saalanbau                       |                                                 |                                                       |
| 00305          | Nordperdstraße 3a (Karte)     | Wasserturm                                            |                                                 | Wasserturm                                            |
| 00282          | Nordstrand 4 (Karte)          | Gedenkstein und Eiche für Fr. L. Jahn                 |                                                 | Gedenkstein und Eiche für Fr. L. Jahn                 |
| 00283          | Nordstrand 4 (Karte)          | Musikpavillon an der Strandpromenade                  |                                                 |                                                       |
| 00285          | Poststraße 4 (Karte)          | Villa „Minna“                                         |                                                 | Villa „Minna“                                         |
| 00286          | Schulstraße 8 (Karte)         | Schule                                                |                                                 |                                                       |
| 00294          | Strandstraße (Karte)          | Kriegerdenkmal Göhren                                 | 1922 errichtetes Kriegerdenkmal                 | Kriegerdenkmal Göhren                                 |
| 00291          | Strandstraße 1 (Karte)        | Museumsgebäude (Kapitänshaus)                         | Fachwerkbau mit Krüppelwalm                     | Museumsgebäude (Kapitänshaus)                         |
| 00290          | Strandstraße 4 (Karte)        | Stall (Museum, Bauernhof), Teil des Museumshof Göhren |                                                 | Stall (Museum, Bauernhof), Teil des Museumshof Göhren |
| 00290          | Strandstraße 4 (Karte)        | Stallscheune (Bauernhof), Teil des Museumshof Göhren  |                                                 | Stallscheune (Bauernhof), Teil des Museumshof Göhren  |
| 00290          | Strandstraße 4 (Karte)        | Wohnhaus (Bauernhof), Teil des Museumshof Göhren      |                                                 | Wohnhaus (Bauernhof), Teil des Museumshof Göhren      |
| 00288          | Strandstraße 7 (Karte)        | Erweiterungsbau des Hotels „Brandenburg“ (um 1900)    |                                                 | Erweiterungsbau des Hotels „Brandenburg“ (um 1900)    |
| 00289          | Strandstraße 9 (Karte)        | Pension „Granitz“                                     |                                                 | Pension „Granitz“                                     |
| 00293          | Strandstraße 10 (Karte)       | Haus „Meeresgruß“ (heute „Meeresblick“)               |                                                 |                                                       |
| 00292          | Strandstraße 13 (Karte)       | Pension „Minerva“                                     | 2-gesch. Putzbau der typischen Bäderarchitektur | Pension „Minerva“                                     |
| 00295          | Südstrand (Karte)             | Gedenkstein an das Hessenlager von 1812               | Gedenkstein                                     | Gedenkstein an das Hessenlager von 1812               |
| 00298          | Thiessower Straße 28 (Karte)  | Büdnerei                                              |                                                 | Büdnerei                                              |
| 00269          | Thiessower Straße 29 (Karte)  | Pension „Concordia“                                   |                                                 |                                                       |
| 00299          | Thiessower Straße 32 (Karte)  | Pension „Seesicht“                                    |                                                 | Pension „Seesicht“                                    |
| 00296          | Thiessower Straße 7 (Karte)   | Hofstelle mit „Zuckerhut“                             |                                                 | Weitere Bilder                                        |
| 00296          | Thiessower Straße 7 (Karte)   | Fischerhaus                                           |                                                 |                                                       |
| 00296          | Thiessower Straße 7 (Karte)   | Ziehbrunnen                                           |                                                 |                                                       |
| 00887          | Ulmenallee 8 (Karte)          | Wohnhaus „Allgäuhaus“                                 | vorgefertigtes Holzhaus im Schweizerhaus-Stil   |                                                       |
| 00302          | Waldstraße 8 (Karte)          | Villa „Erika“                                         | Holzvilla aus dem Jahr 1891                     | Villa „Erika“                                         |
| 00303          | Waldstraße 9 (Karte)          | Wohnhaus „Rheingold“                                  | Villa, erbaut um 1889                           | Wohnhaus „Rheingold“                                  |
| 00304          | Waldstraße 12 (Karte)         | Wohnhaus „Doktorhaus“                                 |                                                 | Wohnhaus „Doktorhaus“                                 |
| 00307          | Wilhelmstraße 8 (Karte)       | Pension „Haus Borgwardt“                              |                                                 | Pension „Haus Borgwardt“                              |

## Quelle
- Denkmalliste des Landkreises Vorpommern-Rügen

- Karte mit allen Koordinaten:
- OSM |
- WikiMap